# Perttu Kivilaakso
Perttu Kivilaakso (Helsinki, 1978. május 11. –) finn származású csellista az Apocalyptica szimfonikus metal együttesben. A zenekar többi tagjáshoz hasonlóan, ő is a Helsinki Sibelius Akadémián végzett. Egy tizenkilencedik század eleji német csellón játszik.

## Pályafutása
Ötévesen kezdett el csellózni, azért választotta ezt a hangszert, mert az édesapja is ezen játszott, és szeretett volna hozzá hasonlítani. Az európai hírű Sibelius Akadémián tanult, ezután pedig a Helsinki Filharmonikus Zenekar tagja lett, ahol apja, Juhani is játszik.  Az Apocalypticához 1999-ben, a Cult album készítésekor csatlakozott, mivel a finn metalbanda oszlopos tagja, a kissé különc Antero Manninen kilépett a kvartettből, és egy klasszikus zenekarba kapcsolódott be. A Helsinki Filharmonikus Zenekarnál határozatlan idejű szabadságot vett ki az Apocalyptica turnéi idejére, majd 2007-ben véglegesen elhagyta a filharmonikusokat, hogy az Apocalyptica nemzetközi hírnevének megszerzésére összpontosíthasson.

## Munkássága
Kivilaakso írta az Apocalyptica sok saját számát (pl.: Conclusion, Betrayal/Forgiveness, Farewell), valamint néhány dokumentumfilm zenéjét. Ő csellózik Max Payne 2: The Fall of Max Payne című videójáték főcímdalában is.
Perttu Kivilaakso számos díjat nyert klasszikus csellistaként, többek közt 18 évesen a világszerte elismert második Nemzetközi Paulo Gordonkaverseny harmadik díját, 2006-ban.

## Fordítás
- Ez a szócikk részben vagy egészben a Perttu Kivilaakso című angol Wikipédia-szócikk ezen változatának fordításán alapul.  Az eredeti cikk szerkesztőit annak laptörténete sorolja fel. Ez a jelzés csupán a megfogalmazás eredetét és a szerzői jogokat jelzi, nem szolgál a cikkben szereplő információk forrásmegjelöléseként.